# Limnodynastidae
Limnodynastidae – rodzina płazów z nadrodziny Myobatrachoidea w rzędzie płazów bezogonowych (Anura).  

## Zasięg występowania
Rodzina obejmuje gatunki występujące w Australii i na Nowej Gwinei, włącznie z Wyspami Aru.

## Morfologia
Płazy z tej rodziny osiągają rozmiary od 35 do 115 mm. Niektóre ich gatunki są zdolne do wykopywania gniazd. Źrenice u dużej części gatunków mają kształt pionowej szczeliny, w przeciwieństwie do innych płazów bezogonowych, których źrenice są zazwyczaj eliptyczne lub okrągłe. 

## Systematyka

### Taksonomia
Rodzina Limnodynastidae jest spokrewniona z rodzinami Myobatrachidae i Calyptocephalellidae.

### Podział systematyczny
Do rodziny należą następujące rodzaje:
- Adelotus Ogilby, 1907 – jedynym przedstawicielem jest Adelotus brevis (Günther, 1863) – adelot
- Heleioporus J.E. Gray, 1841
- Lechriodus Boulenger, 1882
- Limnodynastes Fitzinger, 1843
- Neobatrachus Peters, 1863
- Notaden Günther, 1873
- Philoria Spencer, 1901
- Platyplectrum Günther, 1863